# Chajim Nachman Bialik
Chajim Nachman Bialik (hebreiska: חיים נחמן ביאליק), född 9 januari 1873 i Rädi, Volyn, Ryska Imperiet (nu Volynien, Ukraina), död 4 juli 1934 i Wien, var en hebreisk författare. Bialik var en av pionjärerna inom den moderna hebreiska poesin och kom att betraktas som Israels nationalpoet.

## Biografi
Bialik föddes i Rädi, Volyn i Ryska Imperiet som son till Yitzhak Yossef Bialik och hans fru Dinah (Priveh). Bialiks far dog 1880, då Bialik var sju år gammal. Från den åldern och framåt växte Bialik upp i Zjitomir hos sin farfar, Yaakov Moshe Bialik.
I Zjitomir fick han en traditionell judisk religiös utbildning, men upptäckte också den europeiska litteraturen. Vid 15 års ålder, inspirerad av en artikel han läst, övertalade han sin farfar att sända honom till Volozhin Yeshiva i Litauen, för att studera vid Talmudiska akademin under Rabbi Naftali Zvi Yehuda Berlin, där han hoppades att han kunde fortsätta sin judiska skolning medan han samtidigt utvidgade sin utbildning till att också innehålla europeisk litteratur. Attraherad av den judiska upplysningsrörelsen (haskala), drogs Bialik gradvis bort från yeshivalevernet. Dikter som HaMatmid skriven 1898, visar hans ambivalens till det sättet att leva: Å ena sidan beundran för den hängivenhet som yeshivastudenterna uppvisade studierna, å andra sidan ett förakt för deras inskränkta världsbild.
Vid 18 års ålder reste han till Odessa, dåtidens centrum för modern judisk kultur i södra delen av Östeuropa. Där studerade Bialik ryska, tyska och litteratur. Ensam och i brist på pengar försörjde han sig på att undervisa i hebreiska. Publiceringen av hans första dikt, El Hatzipor, 1892, vilken uttrycker en längtan efter Sion, i ett häfte utgivet av Yehoshua Hana Ravnitzky (en framtida medarbetare), tog Bialik in i de judiska litterära kretsarna i Odessa. Han gick med i den så kallade Hovevei Sion gruppen och lärde känna Ahad Ha'am, som påverkade hans Sionistiska livsåskådning. 
1892 fick Bialik höra att Volozhin yeshiva stängt. Han skyndade sig hem till Zjitomir för att förhindra att hans farfar skulle upptäcka att han hade avbrutit sin religiösa utbildning. När han kom hem upptäckte han att hans farfar och hans äldre bror båda låg för döden. 1893 gifte han sig med Mania Averbuch och under en period skötte han bokföringen för hans svärfars brädgård i Korostichev, nära Kiev. Men då detta inte föll väl ut, flyttade han 1897 till Sosnowice, en mindre stad nära Preussiska gränsen. I Sosnowice arbetade Bianik som lärare i hebreiska, och tjänade extra som kolförsäljare, men landsortslivet gjorde honom deprimerad. Till slut hade han åter möjlighet att återvända till Odessa år 1900, då han lyckats skaffa ett lärarjobb där. 
Under nästkommande tjugo år, undervisade Bialik och fortsatte sina aktiviteter i sionistiska och litterära kretsar, samtidigt som hans litterära berömmelse fortsatte att växa. Detta betraktas som Bialiks "gyllene period". 1901 publicerades hans första diktsamling i Warszawa, och fick bra kritik. Bialik flyttade till Warszawa då han 1904 blev litterär redaktör för veckomagasinet Hashiloah grundat av Ahad Ha'am, en position han innehade i sex år. 
1903 intervjuade Bialik överlevande från pogromen i Kisjinjov (nu Chişinău) för att förbereda ett reportage. Som en reaktion på vad han fick höra skrev han den episka dikten Be'ir haharegah (I slaktens stad), en kraftfull och smärtsam framställning av judarnas situation. 
Under tidigt 1900-tal grundade Bialik tillsammans med Y. H. Ravnitzky, Simcha Ben Zion och Elhanan Levinsky, ett hebreiskt förlag, Moriah, där de gav ut hebreiska klassiker och undervisningslitteratur. Han översatte ett flertal europeiska verk till hebreiska, som till exempel Shakespeares Julius Caesar, Schillers Wilhelm Tell, Cervantes' Don Quijote, och Heines dikter; och från jiddisch översatte han S. Anskys The Dybbuk. Under åren 1899-1915 publicerade Bialik omkring 20 av sina dikter på jiddisch i olika ryska jiddiska tidskrifter. I samarbete med Ravnitzky publicerade Bialik Sefer Ha Aggadah (1908-1911), en utgåva i tre volymer med folksagor och ordspråk som fanns utspridda i Talmud. De valde ut hundratals texter för boken och arrangerade dem tematiskt. Boken har sedan dess återutgivits ett flertal gånger. Bialik gav också ut den medeltida poeten och filosofen Avicebrons dikter.
Bialik bodde i Odessa fram till 1921, då förlaget Moriah stängdes ner av myndigheterna efter oktoberrevolutionen. Efter ett ingripande av Maksim Gorkij fick en grupp av hebreiska författare tillåtelse av Sovjetiska staten att lämna landet. Bialik flyttade då till Berlin där han tillsammans med sina vänner Ravnitzky och Shmaryahu Levine grundade förlaget Dvir. 
1924 flyttade han och förlaget till Tel Aviv, där han ägnade sig åt kulturella aktiviteter och förläggarverksamhet. 
Bialik dog i Wien, Österrike, 4 juli 1934, i sviterna av en misslyckad prostataoperation. Han begravdes i Tel Aviv.

## Verk och influenser
Merparten av Bialiks diktning är skriven mellan åren 1892-1917. Han skrev flera olika sorters dikter men är kanske mest känd för sina långa nationalistiska dikter som uppmanar det judiska folket att vakna upp. Han skrev även passionerade kärleksdikter och naturlyrik samt barnsånger. Från 1908 och framåt skrev han till största delen prosa. Centralt i Bialiks diktning är kampen för att etablera förbindelse mellan dåtid och nutid. Hans diktning upptas således av hans folks sökande efter en nationell identitet och uttrycker dess tragiska erfarenheter, som består av förföljelser och massakrer.
Genom att skriva sina verk på hebreiska bidrog Bialik till ett uppsving för det hebreiska språket, vilket innan detta huvudsakligen endast existerade som ett forntida, akademiskt språk. Generationen av hebreiskspråkiga poeter som följde i Bialiks fotspår, inklusive Jacob Steinberg och Jacob Fichman, brukar kallas "Bialiks generation".
Fram till idag betraktas Bialik som Israels nationalpoet. Hans tidigare hem, på gatan uppkallad efter honom själv, i Tel Aviv har gjorts om till ett museum, och fungerar som ett center för litteratur. Kiryat Bialik, en förort till Haifa, är uppkallad efter honom. 
Bialiks dikter har översatts till mer än 30 språk, och flera har tonsatts.